# 말즘
말즘은 가래과의 여러해살이풀이다.

## 특징
잎은 길이가 3-4cm, 폭이 약 5mm이며, 물에 잠기는 침수엽만으로 이루어져 있으며, 잎자루가 없고 가장자리는 물결 모양으로 뒤틀려 가는 톱니처럼 되어 있다. 가지 끝에는 작은 잎이 빽빽하게 뭉친 증식아가 생기는데, 이것이 떨어지면 싹이 터서 새로운 개체가 만들어지게 된다. 꽃차례는 길이가 약 1cm 정도로 꽃은 양성화이며, 4개의 수술과 심피를 가지고 있다. 주로 연못이나 물 속에서 자라며, 남아메리카를 제외한 전 세계에 분포하고 있다.